# Something Special (альбом Джорджа Стрейта)
| Оценки критиков  | Оценки критиков |
| Источник         | Оценка          |
| ---------------- | --------------- |
| Allmusic         | [ 1 ]           |
| Robert Christgau | A−              |

Something Special — пятый студийный альбом американского кантри-певца Джорджа Стрейта, вышедший 29 августа 1985 года на лейбле MCA Records. Продюсером альбома был Джимми Боуэн и сам Стрейт. Диск дал один кантри-сингл на № 1 Hot Country Songs («The Chair»). Альбом получил умеренные отзывы музыкальных критиков и он достиг № 1 в кантри-чарте Top Country Albums, его тираж превысил 1 млн копий и он получил платиновый статус RIAA. Альбом стал первым в истории фирмы MCA, изданный одновременно и как грампластинка LP, и как лазерный компакт-диск CD..

## Список композиций
1. «You’re Something Special to Me» (David Anthony) — 3:20
2. «Last Time the First Time» (Robert N. Kelly) — 2:14
3. «Haven’t You Heard» (Red Lane, Wayne Kemp) — 2:56
4. «In Too Deep» (Jerry Max Lane, Erv Woolsey) — 2:38
5. «Blue Is Not a Word» (Jo-El Sonnier, Judy Ball) — 2:52
6. «You Sure Got This Ol’ Redneck Feelin’ Blue» (Dean Dillon, Buzz Rabin) — 3:13
7. «The Chair» (Hank Cochran, Dillon) — 2:51
8. «Dance Time in Texas» (Peter Rowan) — 3:16
9. «Lefty’s Gone» (Sanger D. Shafer) — 3:14
10. «I’ve Seen That Look on Me (A Thousand Times)» (Harlan Howard, Shirl Milete) — 3:24

## Позиции в чартах
| Чарт (1985)                       | Высшая позиция |
| --------------------------------- | -------------- |
| U.S. Billboard Top Country Albums | 1              |
| U.S. Billboard 200                | -              |

### Синглы
| Год  | Сингл                            | Высшая позиция | Высшая позиция |
| Год  | Сингл                            | US Country     | CAN Country    |
| ---- | -------------------------------- | -------------- | -------------- |
| 1986 | «The Chair»                      | 1              | 1              |
| 1986 | «You’re Something Special to Me» | 4              | 4              |